# Lucas Miedler
Lucas Miedler (* 21. Juni 1996 in Tulln an der Donau) ist ein österreichischer Tennisspieler.

## Karriere
Seinen größten Erfolg feierte Miedler 2014 beim Gewinn der Junioren-Doppelkonkurrenz in Melbourne. Mit Bradley Mousley gewann er gegen Quentin Halys und Johan Tatlot in zwei Sätzen. Bereits im Vorjahr zog er ins Finale ein, wo er mit Maximilian Marterer Mousley und Jay Andrijic unterlag. Seine beste Platzierung wurde der 14. Rang in der Junior-Rangliste.
Miedler spielt ab 2015 regelmäßig bei den Profis; bislang hauptsächlich auf der ITF Future Tour und der ATP Challenger Tour. In diesem Jahr erreichte er sechs Finals bei Futures im Einzel, wovon er eines gewinnen konnte. Im Doppel gewann er 13 Titel. 2015 kam er außerdem in Wien bei den Erste Bank Open zu seinem Debüt auf der ATP World Tour. Nach überstandener Qualifikation unterlag er in der Auftaktrunde Ernests Gulbis mit 3:6, 6:2, 3:6. Am Ende des Jahres stand er in den Top 400 der Weltrangliste.
2016 und 2017 trat er auch weiterhin meist bei Futures an – drei Titel – und versuchte sich gelegentlich an der Qualifikation für Challengers. In İzmir erreichte er das erste Mal ein Challenger-Viertelfinale im Einzel. Im Ranking schaffte er keinen entscheidenden Durchbruch. Einzig im Doppel konnte er mit Platz 204 im Juli 2017 ein neues Karrierehoch verbuchen. 2018 gelangen ihm einige gute Ergebnisse beginnend mit vier Future-Titeln, die ihm genug Punkte gaben, um auf der Challenger Tour anzugreifen. Dort zog er in Winnipeg in sein erstes Finale ein, in dem er Jason Kubler bei nur zwei Spielgewinnen unterlag. In St. Petersburg zog er zudem in sein zweites Hauptfeld der ATP Tour ein. Im Oktober war er mit Platz 201 am höchsten in der Weltrangliste notiert.
Seinen ersten Titel auf der Challenger Tour gewann Miedler in León, als er im Doppel an der Seite seines Landsmanns Sebastian Ofner triumphierte. 
2022 gewann er mit Alexander Erler das Finale im Doppel bei den Erste Bank Open.

## Persönliches
Lucas Miedler trainierte bis Anfang 2020 an der Berger-Eschauer Academy unter den Coaches Roland Berger, Werner Eschauer, Pascal Brunner, Mario Kargl und Sepp Resnik. Dann wechselte er zur Akademie von Wolfgang Thiem, dem Vater von Dominic Thiem.

## Erfolge
| Legende (Anzahl der Siege)  |
| Grand Slam                  |
| ATP World Tour Finals       |
| ATP World Tour Masters 1000 |
| ATP World Tour 500 (3)      |
| ATP World Tour 250 (5)      |
| ATP Challenger Tour (13)    |

| ATP-Titel nach Belag |
| Hartplatz (4)        |
| Sand (4)             |
| Rasen (0)            |

### Doppel

#### Turniersiege

##### ATP World Tour
| Nr. | Datum            | Turnier       | Belag         | Partner          | Finalgegner                          | Ergebnis           |
| --- | ---------------- | ------------- | ------------- | ---------------- | ------------------------------------ | ------------------ |
| 1.  | 31. Juli 2021    | Kitzbühel (1) | Sand          | Alexander Erler  | Roman Jebavý Matwé Middelkoop        | 7:5, 7:65          |
| 2.  | 30. Oktober 2022 | Wien (1)      | Hartplatz (i) | Alexander Erler  | Santiago González Andrés Molteni     | 6:3, 7:61          |
| 3.  | 4. März 2023     | Acapulco      | Hartplatz     | Alexander Erler  | Nathaniel Lammons Jackson Withrow    | 7:69, 7:63         |
| 4.  | 23. April 2023   | München       | Sand          | Alexander Erler  | Kevin Krawietz Tim Pütz              | 6:3, 6:4           |
| 5.  | 5. August 2023   | Kitzbühel (2) | Sand          | Alexander Erler  | Gonzalo Escobar Alexander Nedowessow | 6:4, 6:4           |
| 6.  | 20. Oktober 2024 | Antwerpen     | Hartplatz (i) | Alexander Erler  | Robert Galloway Alexander Nedowessow | 6:4, 1:6, [10:8]   |
| 7.  | 27. Oktober 2024 | Wien (2)      | Hartplatz (i) | Alexander Erler  | Neal Skupski Michael Venus           | 4:6, 6:3, [10:1]   |
| 8.  | 20. Juli 2025    | Gstaad        | Sand          | Francisco Cabral | Albano Olivetti Hendrik Jebens       | 6:74, 7:64, [10:3] |

##### ATP Challenger Tour
| Nr. | Datum              | Turnier  | Belag         | Partner          | Finalgegner                             | Ergebnis         |
| --- | ------------------ | -------- | ------------- | ---------------- | --------------------------------------- | ---------------- |
| 1.  | 27. April 2019     | León     | Hartplatz     | Sebastian Ofner  | Matt Reid John-Patrick Smith            | 4:6, 6:4, [10:6] |
| 2.  | 2. Oktober 2021    | Sibiu    | Sand          | Alexander Erler  | Jamie Cerretani Luca Margaroli          | 6:3, 6:1         |
| 3.  | 20. November 2021  | Helsinki | Hartplatz (i) | Alexander Erler  | Harri Heliövaara Jean-Julien Rojer      | 6:3, 7:62        |
| 4.  | 11. Dezember 2021  | Forlì    | Hartplatz (i) | Alexander Erler  | Marco Bortolotti Sergio Martos Gornés   | 6:4, 6:2         |
| 5.  | 30. April 2022     | Ostrava  | Sand          | Alexander Erler  | Hunter Reese Sem Verbeek                | 7:65, 7:5        |
| 6.  | 23. Juli 2022      | Tampere  | Sand          | Alexander Erler  | Karol Drzewiecki Patrik Niklas-Salminen | 7:63, 6:1        |
| 7.  | 3. September 2022  | Como     | Sand          | Alexander Erler  | Dustin Brown Julian Lenz                | 6:1, 7:63        |
| 8.  | 10. September 2022 | Tulln    | Sand          | Alexander Erler  | Zdeněk Kolář Denys Moltschanow          | 6:3, 6:4         |
| 9.  | 7. Mai 2023        | Cagliari | Sand          | Alexander Erler  | Máximo González Andrés Molteni          | 7:66, 6:3        |
| 10. | 15. Oktober 2023   | Shenzhen | Hartplatz     | Alexander Erler  | Piotr Matuszewski Matthew Romios        | 6:3, 6:4         |
| 11. | 16. November 2024  | Lyon     | Hartplatz (i) | Luke Johnson     | Sergio Martos Gornés David Pichler      | 6:1, 6:2         |
| 12. | 13. April 2025     | Madrid   | Sand          | Francisco Cabral | Jakub Paul David Pel                    | 7:62, 6:4        |
| 13. | 18. Mai 2025       | Bordeaux | Sand          | Francisco Cabral | Yuki Bhambri Robert Galloway            | 7:61, 7:62       |

#### Finalteilnahmen
| Nr. | Datum            | Turnier        | Belag | Partner         | Finalgegner                        | Ergebnis          |
| --- | ---------------- | -------------- | ----- | --------------- | ---------------------------------- | ----------------- |
| 1.  | 8. April 2023    | Marrakesch (1) | Sand  | Alexander Erler | Marcelo Demoliner Andrea Vavassori | 4:6, 6:3, [10:12] |
| 2.  | 25. Februar 2024 | Rio de Janeiro | Sand  | Alexander Erler | Nicolás Barrientos Rafael Matos    | 4:6, 3:6          |
| 3.  | 6. April 2024    | Marrakesch (2) | Sand  | Alexander Erler | Harri Heliövaara Henry Patten      | 6:3, 4:6, [4:10]  |